# Cing (entreprise)
 (octobre 2019).
Si vous disposez d'ouvrages ou d'articles de référence ou si vous connaissez des sites web de qualité traitant du thème abordé ici, merci de compléter l'article en donnant les références utiles à sa vérifiabilité et en les liant à la section « Notes et références ».
Cing, Inc. (株式会社シング, Kabushiki-gaisha Shingu) (calligraphié CiNG) était un studio Japonais de développement de jeux vidéo fondé en avril 1999 par Takuya Miyagawa et basé à Fukuoka. La société, qui comprenait un nombre d'employés qui ne dépassa pas 29 personnes, n'existe plus depuis le 1er mars 2010, en raison d'une faillite.

## Historique
Le premier jeu que Cing développe Glass Rose, est un titre orienté aventure et s'approchant du genre Point & Click, le jeu reçoit un accueil frileux de la presse et aucune localisation américaine n'apparait.
C'est véritablement avec son deuxième titre, Another Code : Mémoires doubles sorti en 2005, que le développeur se fait connaitre. Développé sous l'égide de Nintendo, ce jeu est l'un des premiers à voir le jour sur Nintendo DS. Son orientation aventure, ses composantes de gameplay associant les capacités de la console, ainsi que la présence d'un scénario riche en font un titre renommé malgré quelques défauts.
Cing réitère alors l'expérience en développant Hotel Dusk: Room 215, sorti en 2007. Le studio, avec ce titre, prend le pari d'un véritable roman interactif, avec une histoire prenant totalement le pas sur les mécaniques de gameplay, invitant le joueur à tenir la Nintendo DS de côté, à la manière d'un livre.
L'année 2009 marque un changement de support pour le studio, cette année-là il produit deux titres Wii : Little King's Story et Another Code : R - Les Portes de la mémoire. Si le premier est plutôt bien accueilli par la critique, le second a en revanche beaucoup de mal à convaincre.
Enfin pour leur dernier jeu, Cing retourne sur DS puisque c'est sur cette console que sort en 2010 Last Window : Le Secret de Cape West dont l'univers et le héros, Kyle Hyde, sont tirés de Hotel Dusk. Si d'indéniables qualités lui sont reconnues, son dirigisme et sa formule de roman interactif déjà éprouvées avec Hotel Dusk lui valent une critique un peu moins enthousiaste.
Cependant, malgré plusieurs jeux de bonne qualité et pionniers en leur genre sur Nintendo DS, le succès commercial est très mitigé, enlisant le studio dans les dettes jusqu'à sa faillite en mars 2010.

## Jeux développés
| Titre                                       | Date de Sortie | Plates-formes |
| ------------------------------------------- | -------------- | ------------- |
| Glass Rose                                  | 2003           | PlayStation 2 |
| Another Code : Mémoires doubles             | 2005           | Nintendo DS   |
| Hotel Dusk: Room 215                        | 2007           | Nintendo DS   |
| Monster Rancher DS                          | 2008           | Nintendo DS   |
| Another Code : R - Les Portes de la mémoire | 2009           | Wii           |
| Little King's Story                         | 2009           | Wii           |
| Again                                       | 2009           | Nintendo DS   |
| Last Window : Le Secret de Cape West        | 2010           | Nintendo DS   |